# Happy Birthday to You

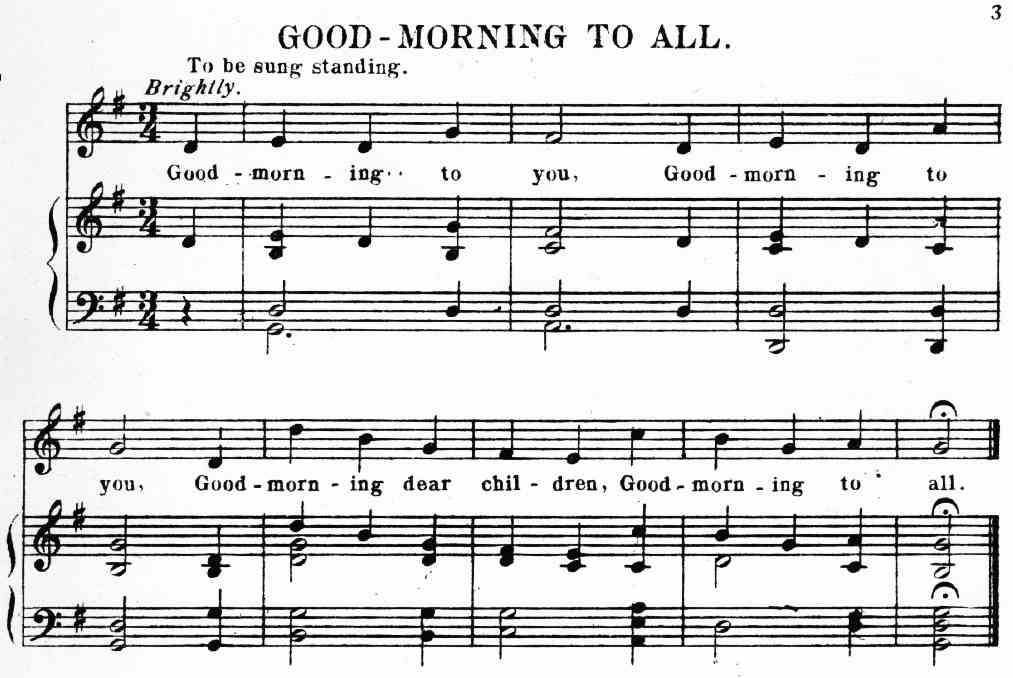
Text och noter till "Good-Morning to All"

"Happy Birthday to You" är en sång på engelska, som sjungs på födelsedagar. Melodin skrevs 1893 av systrarna och lärarna Patty Hill och Mildred Hill från Florida. De arbetade i Louisville, Kentucky och deras skolklass sjöng sången i klassrummet som morgonhälsning, och sångens text löd då Good Morning to All. På julen sjungs ibland en julsångsversion av sångtexten, med titeln "Merry Christmas to You".
"Happy Birthday to You" är en av de tre mest sjungna sångerna på engelska, tillsammans med "Auld Lang Syne" och "For He's a Jolly Good Fellow". "Happy Birthday to You" har översatts till flera språk, även till svenska då den heter "Har den äran i dag". Ofta sjungs sången på engelska även i delar av världen där det inte talas engelska som vardagsspråk.
En av de mest kända framföranden av sången är Marilyn Monroes version, Happy Birthday, Mr. President till den amerikanske presidenten John F. Kennedy i Madison Square Garden i maj 1962. Ett annat känt framförande är av pianisten Victor Borge, som spelade sången i stilar av flertalet kompositörer

## Upphovsrätten
Upphovsrätten till versionen "Happy Birthday to You" togs 1935 och enligt Warner/Chappell Music, ett världens största musikförlag som påstod sig inneha upphovsrätten, upphör den 2030. Men den amerikanske juridikprofessorn Robert Brauneis, som har forskat om sången, har uttryckt att den med största sannolikhet inte längre skyddas av upphovsrätt. Brauneis forskning låg till grund för de två målsökandes stämningar mot Warner för falskt upphovsrättshävdande.
I september 2015 slog en federal domstol fast att Warner/Chappells krav var ogiltigt och dömde att förlagets upphovsrättsskydd endast var tillämpligt på ett specifikt pianoarrangemang av låten och inte på dess text och melodi.
Warner/Chappell uppskattas ha tjänat omkring 2 miljoner dollar varje år på låten.

## Publikation
- Lek med toner, 1971